# Emmaste (obec)
Obec Emmaste (estonsky Emmaste vald) je bývalá samosprávná obec v estonském kraji Hiiumaa. V roce 2017 byla začleněna do obce Hiiumaa.

## Obyvatelstvo
Na území zrušené obce žije přibližně dvanáct set obyvatel ve 43 vesnicích: Emmaste, Haldi, Haldreka, Harju, Hindu, Härma, Jausa, Kabuna, Kaderna, Kitsa, Kurisu, Kuusiku, Kõmmusselja, Külaküla, Külama, Laartsa, Lassi, Leisu, Lepiku, Metsalauka, Metsapere, Muda, Mänspe, Nurste, Ole, Prassi, Prähnu, Pärna, Rannaküla, Reheselja, Riidaküla, Selja, Sepaste, Sinima, Sõru, Tilga, Tohvri, Tärkma, Ulja, Valgu, Vanamõisa, Viiri a Õngu. Správním centrem obce byla vesnice Emmaste, podle níž byla obec pojmenována.